# Wrisbergholzen
Wrisbergholzen  ist ein Ortsteil der Gemeinde Sibbesse im Landkreis Hildesheim in Niedersachsen.

## Geografische Lage
Wrisbergholzen liegt südlich von Hildesheim zwischen den Naturparks Weserbergland Schaumburg-Hameln und Harz. Es befindet sich zwischen den Höhenzügen Hildesheimer Wald (Norden) und Vorberge (Südwesten) mit den jenseits davon gelegenen Sieben Bergen. Durchflossen wird das Dorf vom kleinen Alme-Zufluss Holzener Bach. Nahe Ortschaften sind Westfeld im Norden, Segeste im Ostnordosten, Almstedt im Osten und Grafelde im Südosten.

## Geschichte
Wrisbergholzen wurde erstmals im Jahr 1019 urkundlich als Thiderikes Holzhusen erwähnt. Der Hildesheimer Bischof Godehard schätzte den Ort und besuchte ihn häufig, auch noch kurz vor seinem Tod 1038. Dietrichholtensen wurde noch 1607 als Ortsname verwendet.
In Wrisbergholzen bestand laut einem ersten Ortsplan von 1589 eine mittelalterliche Burganlage, deren Entstehungsbeginn bereits bei der ersten urkundlichen Erwähnung der Herren von Wrisberg um 1350 anzunehmen ist. Die Karte bildet den Bau mit vorgelagertem Torturm und umgebendem, wassergefüllten Burggraben ab. Es ist ein Gebäude in Steinbauweise mit Renaissanceformen, das zwei Geschosse und zwei Gebäudeflügel aufweist. Dabei handelte es sich um eine Vorgängeranlage am Standort des 1745 fertiggestellten Schloss Wrisbergholzen.
An der Straße „Am Schlosspark“ befindet sich die 1736 erbaute Fayence-Manufaktur Wrisbergholzen, bei der es sich um das älteste, noch in ursprünglicher Gestaltung erhaltene Manufakturgebäude für Fayence-Erzeugnisse in Norddeutschland handelt. Mit der Errichtung der Manufaktur sowie dem Schlossbau ab 1740 siedelten sich vermehrt Handwerker im Dorf an und es entstanden neue Häuser. Die fast 100 Jahre lang produzierende Manufaktur trug zur wirtschaftlichen Blüte des Ortes bei. 1809 gab es rund 470 Einwohner, 1925 waren es etwa 410. Mit etwa 40 Prozent war ein Großteil der Ortsbewohner, darunter viele Tagelöhner, auf dem Gut tätig. 1870 spaltete sich der Gemeindebezirk Wrisbergholzen wegen Streitigkeiten um Gemeindelasten in zwei Gemeinden. Die Gutsgemeinde und die Dorfgemeinde wurden 1928 wiedervereinigt.

### Gutshof und Schloss

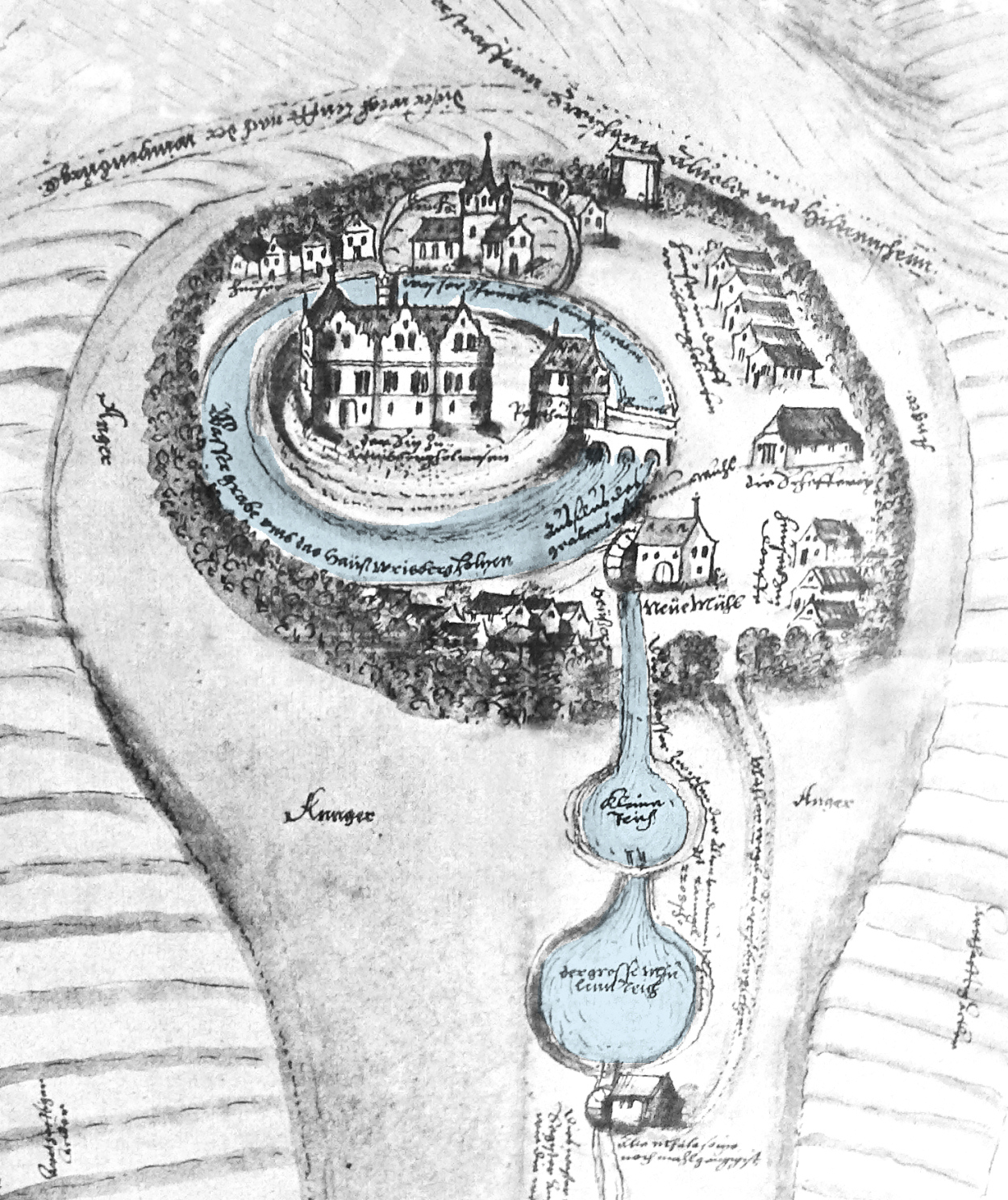
Ortsplan von 1589 mit Kirche, zwei Wassermühlen an Teichen, Burganlage mit Burggraben und Torhaus als Vorläuferanlage von Schloss Wrisbergholzen

Die Entwicklung des Ortes ist eng verbunden mit dem Bestehen des Rittergutes, das in den Händen der Familie Wrisberg lag. Das Geschlecht ist mit Hermann Wristberg am 5. Juni 1355 erstmals urkundlich belegt. Es handelte sich zunächst um Freiherren, die 1817 in den Grafenstand erhoben wurden. Zur Unterscheidung des Ortsnamens von vielen anderen „Holthusen“ und „Holzen“ wurde der Adelsname Wrisberg in der frühen Neuzeit zum ersten Teil des Ortsnamens. 1920 gehörten zum Gut etwa 1500 Hektar Land, von dem es nach dem Reichssiedlungsgesetz im Rahmen der Inneren Kolonisation rund 150 Hektar für Siedlungszwecke zur Verfügung stellen musste.
Die heutige Gutsanlage mit dem Schloss Wrisbergholzen entstand zwischen 1740 und 1745. Erbauer war Graf Johann Rudolf von Wrisberg (1677–1764), damals Präsident des Oberappellationsgerichts Celle. Schloss und Schlosspark sind noch heute eindrucksvoll, befinden sich aber seit Jahrzehnten in einem erneuerungsbedürftigen Zustand. Der Alte Schlosspark steht unter Naturschutz. Im Schloss befindet sich das Fliesenzimmer als ein mit blauweißen Emblem-Fliesen gekachelter Raum. Die Fliesen stammen aus der 1736 entstandenen Fayence-Manufaktur Wrisbergholzen.

### Schlosspark
Das Schloss besaß auf der heutigen Hofseite anfangs zwei Giardino segreto. Der barocke Hauptgarten erstreckte sich in der Mittelachse des Schlossgebäudes nach Osten. Er war ein überwiegend nach französischen Vorbildern gestaltetes Parterre, das etwa die Breite des heutigen Mittelbaus aufwies und von hoher Regelmäßigkeit war. Die Mitte des Parterres, das vom Schloss durch eine Graft getrennt wurde, bildete ein Brunnen oder ein kreisrunder Platz, der durch die steinerne Figur bzw. eine Vase geschmückt war. Eine schmale Brücke stellte die Verbindung zwischen Schloss und Garten her.
Die etwa neun Hektar umfassende Parkfläche östlich des Schlosses ist das Ergebnis einer Neugestaltung in der Mitte des 19. Jahrhunderts, als Graf Werner in Wrisbergholzen lebte. Er ließ die romantischen Staffagen errichten, die als „Monument“, „Teetempel“ und „Wasserstürze“ besondere Blickpunkte schufen und teils als Aussichtspunkte in die umliegende Landschaft dienten. Der heute verwilderte Park vermittelt nur noch wenig von der Gartenkunst des 19. Jahrhunderts. Der obere und der untere Teich (mit „Annettens Insel“) lassen kaum noch erahnen, dass dies gestaltete Landschaftsszenerien waren. Der Park wurde 1984 als Alter Schlosspark Wrisbergholzen unter Naturschutz gestellt, was seinen Verfall nicht aufgehalten hat.

### 20. Jahrhundert
1901 ließ Werner Graf Görtz-Wrisberg am Ortsrand eine neue Ziegelei errichten, die eine alte Handziegelei ablöste. 22 Beschäftigte stellten jährlich bis zu einer Million Mauersteine, Dachziegeln und Röhren her. 1903 erhielt das Dorf, aus Alfeld kommend, den ersten Fernsprecheranschluss, der zum Gutshof und zur Ziegelei führte. Auf dem Kirchkamp oberhalb des Dorfes wurde 1903 von der gräflichen Familie von Wrisberg das Marienstift erbaut, in dem kranke und gebrechliche Gutsarbeiter aufgenommen wurden. Ab 1904 ließ der Graf das Gut mit Gaslicht erleuchten. Dazu wurde eine Gasanstalt zur Herstellung von Aerogengas erbaut. 1911 bekamen Dorf und Gut elektrischen Strom, den das Gronauer Elektrizitätswerk lieferte. 1911 entstand ein neues Schulgebäude im Ort.
Etwa einen Kilometer südwestlich vom Ort entfernt liegt auf der Erhebung Wernershöhe (329 m) ein 1670 als Jagdschloss erbautes Gebäude, das sich lange im Besitz des Grafen Görtz-Wrisberg befand. 1906 wurde es durch einen gelegten Brand zerstört und danach als Wohngebäude für das dortige Vorwerk wieder aufgebaut. Dort entstand in der Folge auch eine Ausflugsgaststätte mit Kaffeegarten. Nach der Machtergreifung richtete das Nationalsozialistische Kraftfahrkorps 1938 im Gebäude eine Schule ein. Seit November 1997 befindet sich auf dem Gelände das Veranstaltungszentrum Kulturherberge Wernershöhe. Im Umfeld der Wernershöhe wurde 1941 ein militärischer Feldflugplatz eingerichtet. Das Schloss Wrisbergholzen diente dem Militär als Fotostelle für Luftbilder, während die Schlossbesitzer umgesiedelt wurden.
Gegen Ende des Zweiten Weltkriegs beschossen am 7. April 1945 amerikanische Truppen den Ort mit Artillerie und Maschinengewehren, da sie deutsche Truppen dort vermuteten. Die deutsche Fliegereinheit von der Wernershöhe war zuvor bereits nach Hildesheim abgezogen. Infolge des Angriffs brannte ein Kuhstall des Gutes ab. Im Oktober 1945 quartierten sich britische Truppen im Schloss ein. Bei ihrem Abzug im Januar 1946 nahmen sie Einrichtungen und sonstiges Inventar mit. Nach dem Krieg wählten zahlreiche Adelsfamilien, die ihre Heimat im Osten des Deutschen Reichs als Heimatvertriebene verlassen hatten, Wrisbergholzen als neuen Wohnsitz. Sie wurden zunächst im Schloss untergebracht.

### Eingemeindungen
Am 1. März 1974 wurde Wrisbergholzen in die Gemeinde Westfeld eingegliedert, die sich zum 1. November 2016 mit den anderen Mitgliedsgemeinden der Samtgemeinde Sibbesse zur Einheitsgemeinde Sibbesse zusammenschloss.
Bis zur Gebietsreform 1977 gehörte die Region zum Landkreis Alfeld (Leine).

### Einwohnerentwicklung
| Jahr      | 1910  | 1925  | 1933  | 1939  | 1950  | 1973  |
| --------- | ----- | ----- | ----- | ----- | ----- | ----- |
| Einwohner | 516 ¹ | 417   | 428   | 402   | 842   | 453   |
| Quelle    | [ 5 ] | [ 6 ] | [ 6 ] | [ 6 ] | [ 7 ] | [ 8 ] |

¹ incl. Gutsbezirk Wrisbergholzen (= 80 Einw.)

## Politik

### Ortsrat und Ortsbürgermeister
Wrisbergholzen wird auf kommunaler Ebene vom Ortsrat aus Westfeld vertreten.

### Wappen
Der Entwurf des Kommunalwappens der ehemals selbstständigen Gemeinde Wrisbergholzen stammt von dem Heraldiker und Wappenmaler Gustav Völker, der sämtliche Wappen in der Region Hannover entworfen hat. Der Gemeinde wurde das Ortswappen am 10. August 1938 durch den Oberpräsidenten der Provinz Hannover verliehen. Der Landrat aus Alfeld überreichte es am 29. November desselben Jahres.
| Wappen von Wrisbergholzen | Blasonierung: „In Silber ein grüner Schrägrechtsbalken, belegt mit drei silbernen Schilden.“ |
| Wappen von Wrisbergholzen | Wappenbegründung: Im frühen Mittelalter ist vom 10. bis 13. Jahrhundert in Wrisbergholzen das uradelige Geschlecht „de Holthusen“ ansässig und reich begütert. Häufig treten Mitglieder dieses Hauses als Zeugen bei wichtigen Rechtshandlungen uns entgegen, und vielmals ist durch Beidrückung des Siegels die Mitwirkung bezeugt. Auf Grund der darin belegten Wappen ist das des Dorfes Wrisbergholzen neu gestaltet worden. |

## Kultur und Sehenswürdigkeiten

### Bauwerke
- Schloss Wrisbergholzen mit Gutshof, erbaut 1740 bis 1745 mit dem Fliesenzimmer von 1752, deren Wände komplett mit rund 800 Spruchfliesen in italienischer, französischer und lateinischer Sprache bedeckt sind.
- Ehemalige Fayence-Manufaktur Wrisbergholzen, 1736 als „Porcellain Fabrique“ errichtet.
- Ev. St.-Martin-Kirche. Die ursprünglich frühromanische Kirche weist durch ihr St.-Martins-Patrozinium in die Zeit der fränkischen Sachsen-Mission zurück. Sie hat eine bemerkenswerte barocke Ausstattung und Ausmalung. Der Westturm aus der Zeit um 1200 weist im unteren Teil zwei Meter starke Bruchsteinmauern auf, was auf eine Erbauung als mittelalterliche Wehrkirche hindeutet. Im Innern sind eine Holzkanzel von 1612, ein Taufstein vom Ende des 16. Jahrhunderts, ein Retabel aus der Mitte des 18. Jahrhunderts und der Altar aus der Zeit um 1700 beachtenswert.[11]
- Das Pfarrhaus gegenüber der Kirche wurde 1603 erbaut (westlicher Teil) und 1728 (östlicher Teil) erweitert.
- In der Hauptstraße von Wrisbergholzen, deren geschlossene Bebauung für einen Ort von der Größe Wrisbergholzens ungewöhnlich ist, sind mehrere, mit Schnitzereien und Wandgemälden verzierte, gut erhaltene Fachwerkhäuser sehenswert.

### Fotogalerie

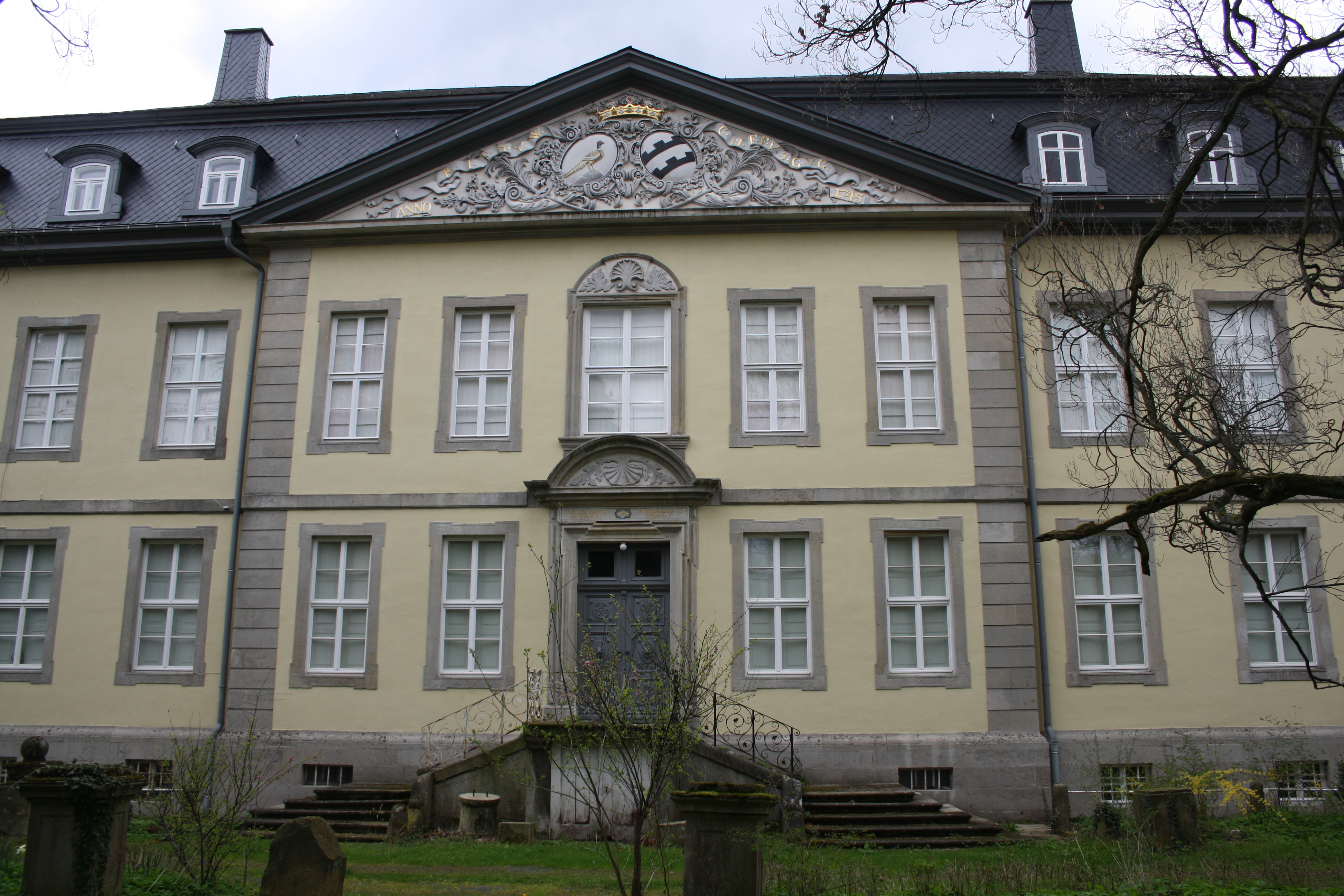
Eingangsbereich von Schloss Wrisbergholzen
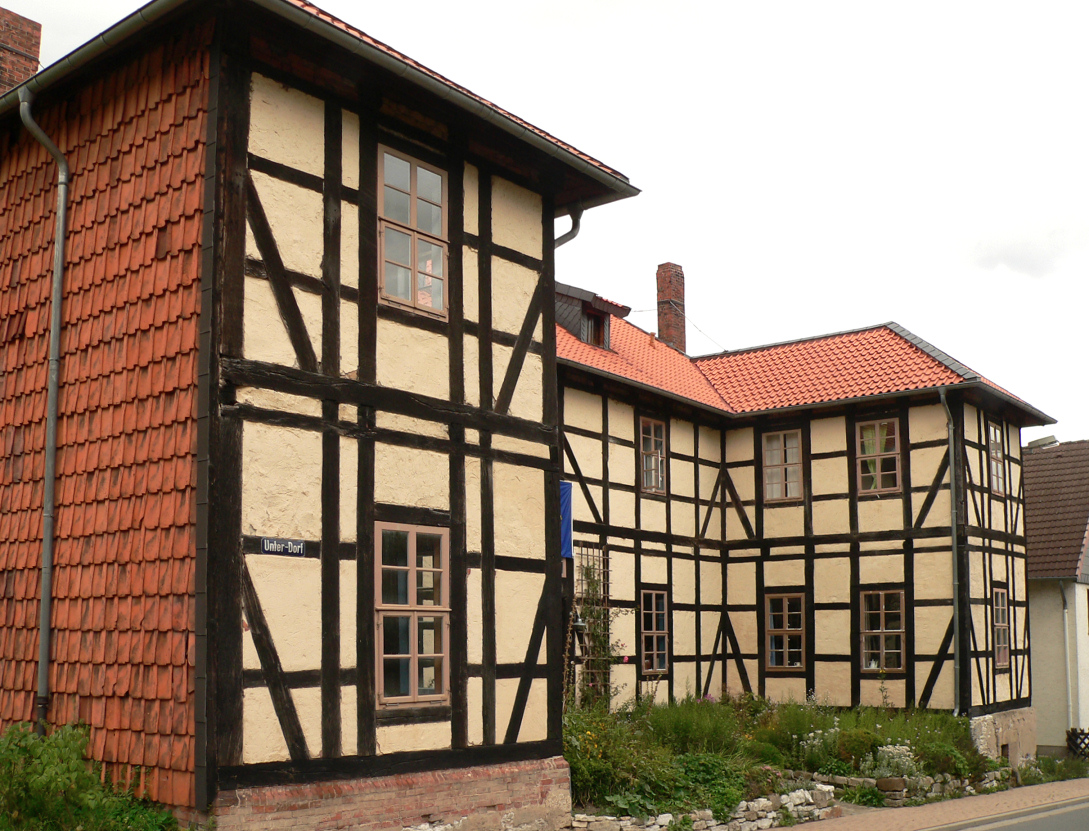
Fayence-Manufaktur Wrisbergholzen
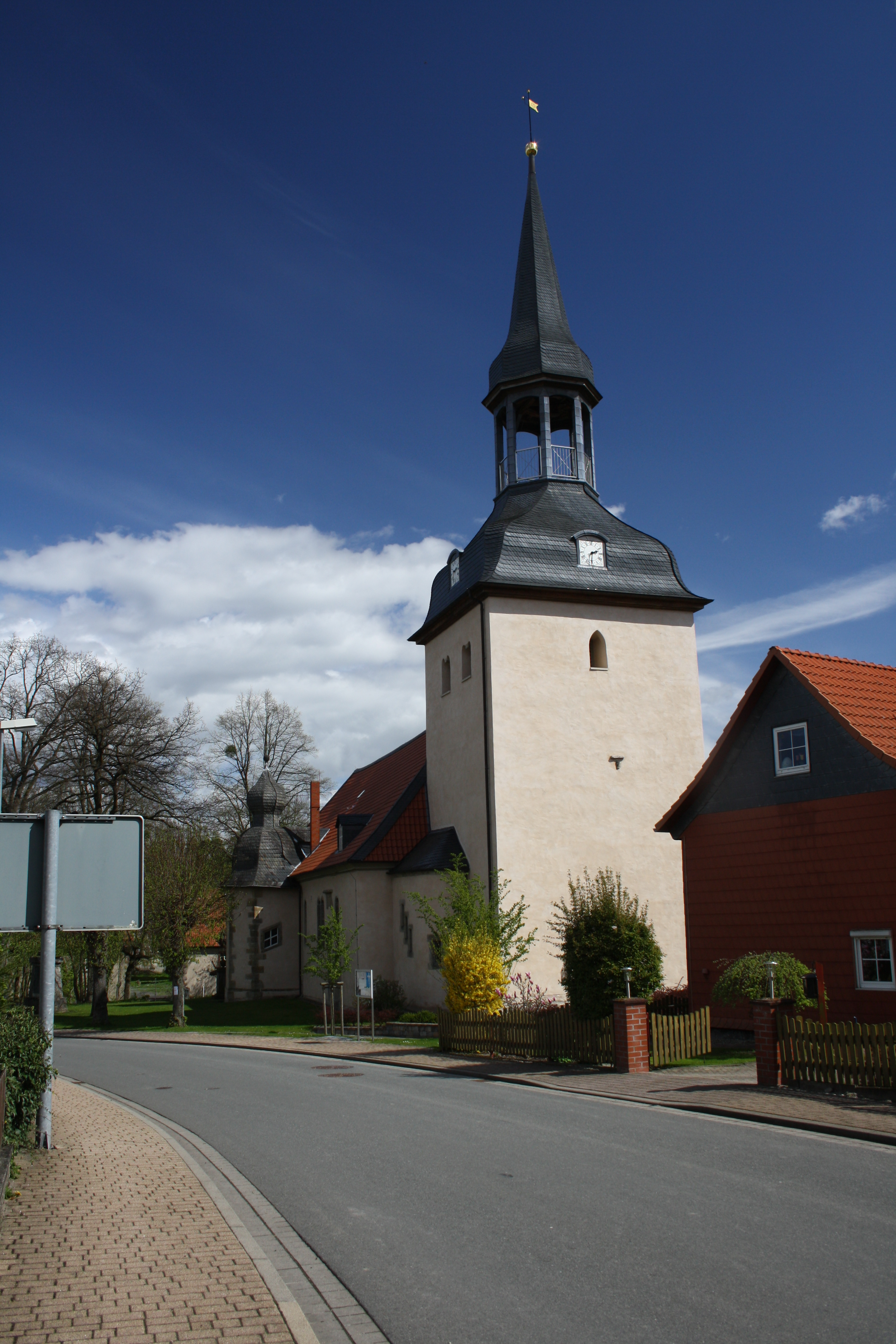
St.-Martin-Kirche
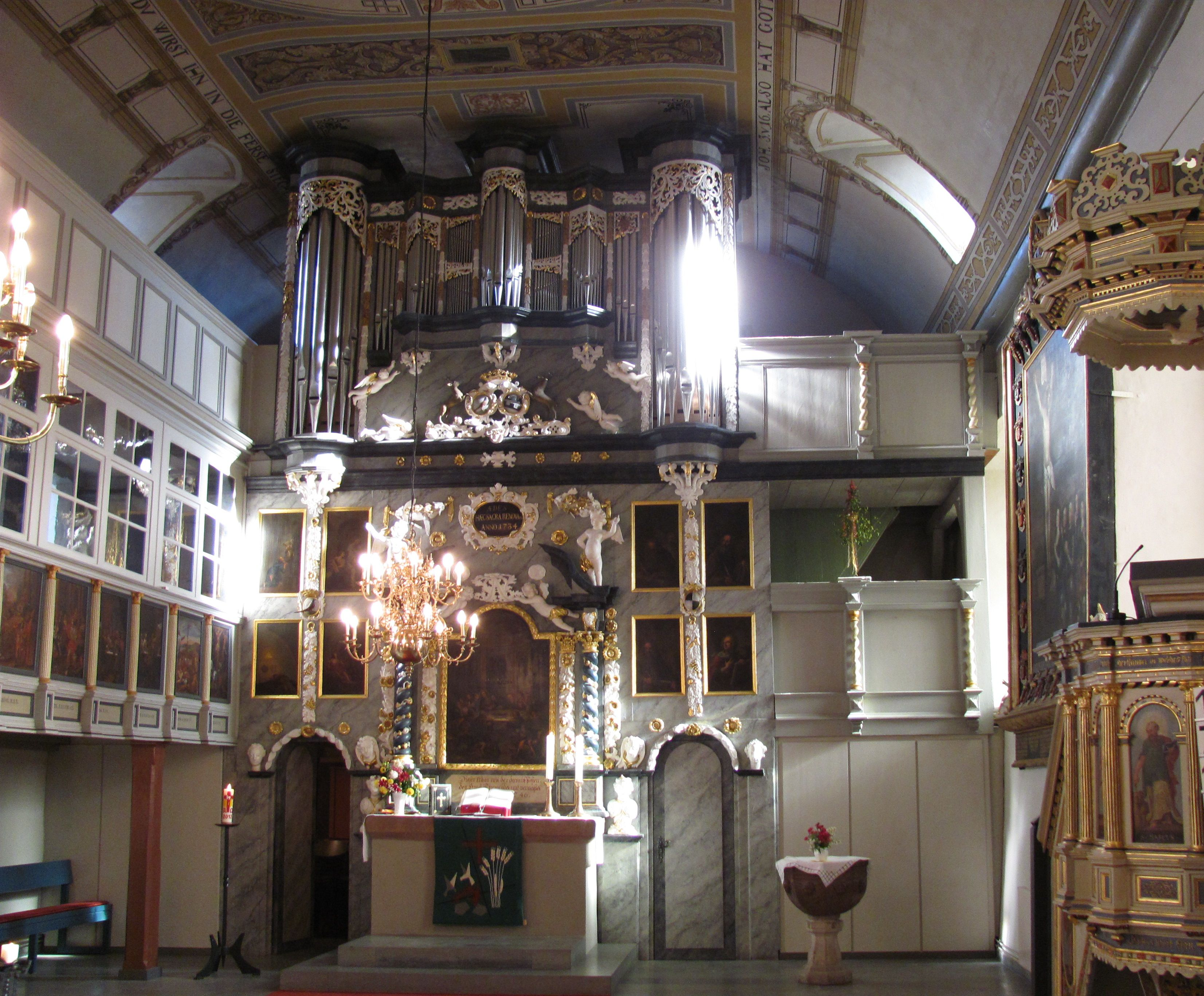
Das Innere von St. Martin
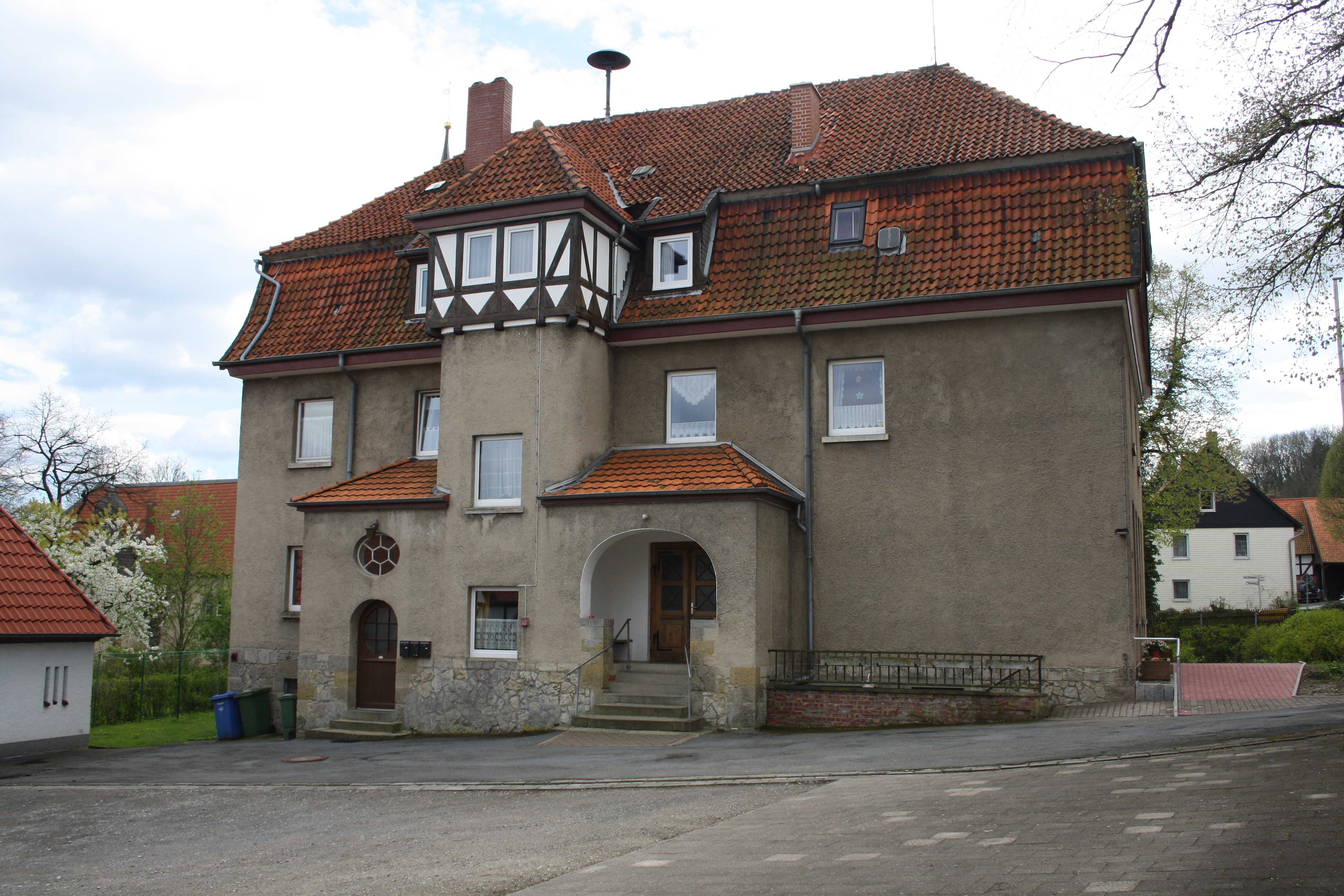
Ehemalige Schule, heute als Dorfgemeinschaftshaus genutzt
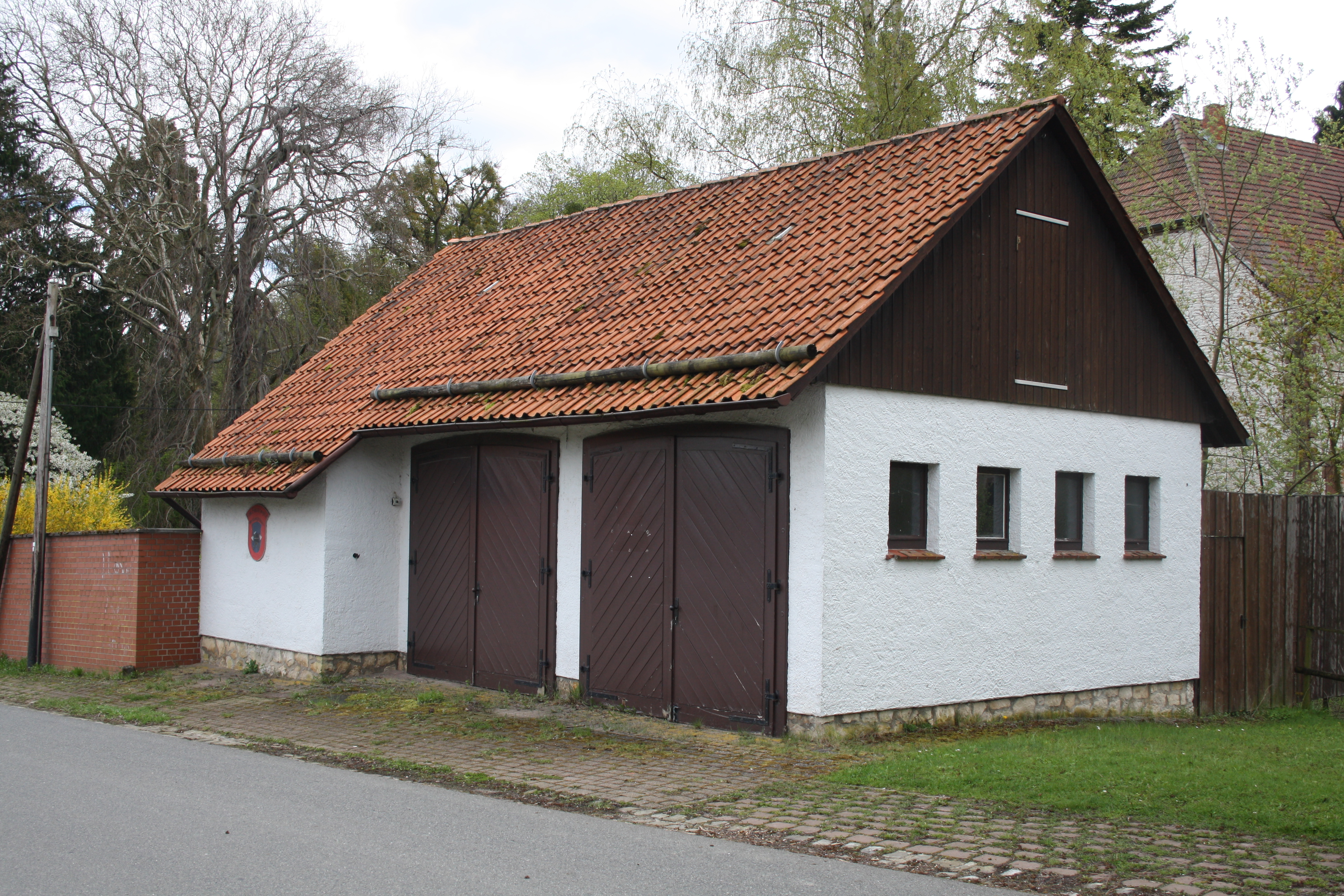
Ehemaliges Feuerwehrgerätehaus
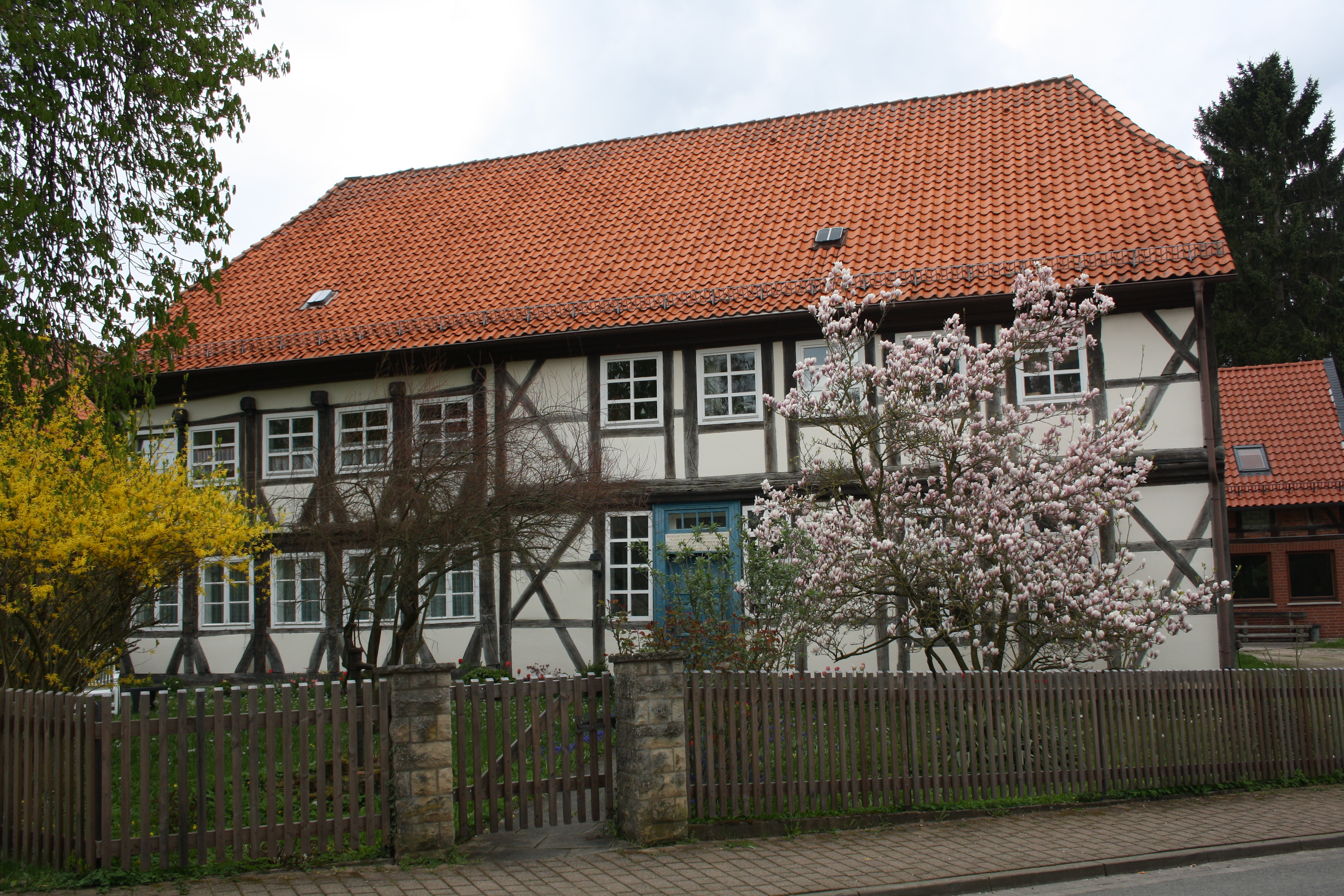
Pfarrhaus von 1603
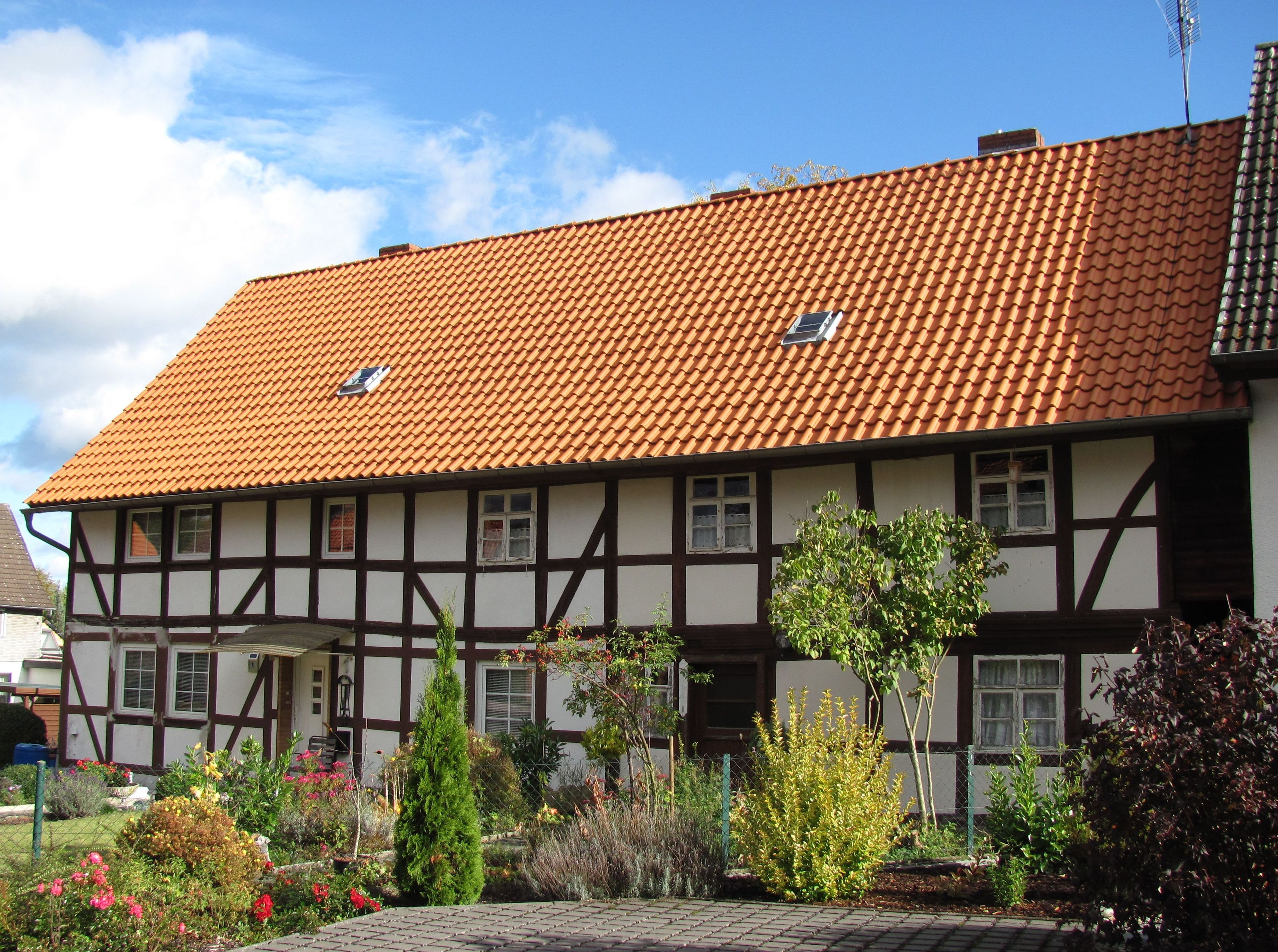
Häuser in der Straße Markt
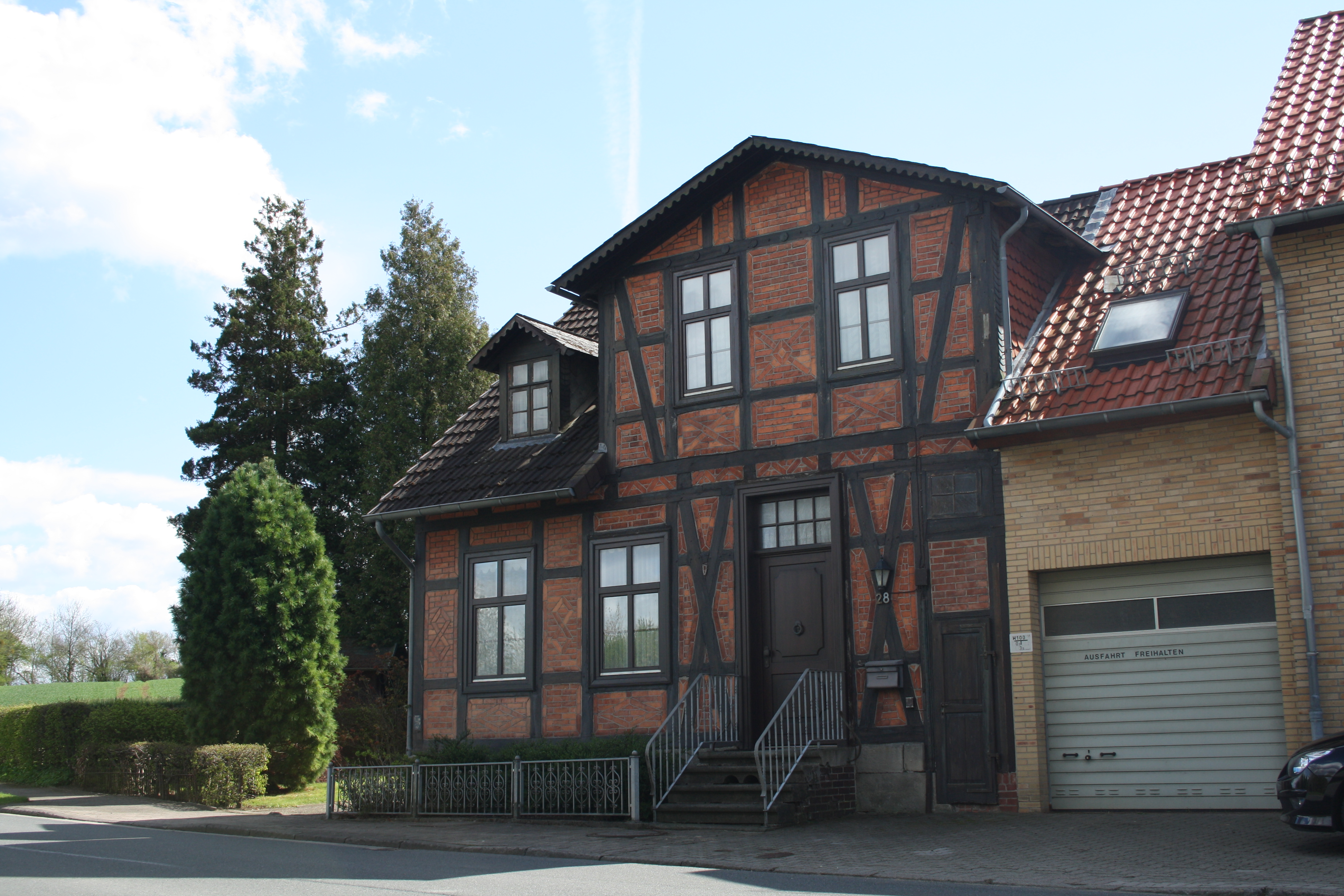
Fachwerkhaus in der Moppenstraße
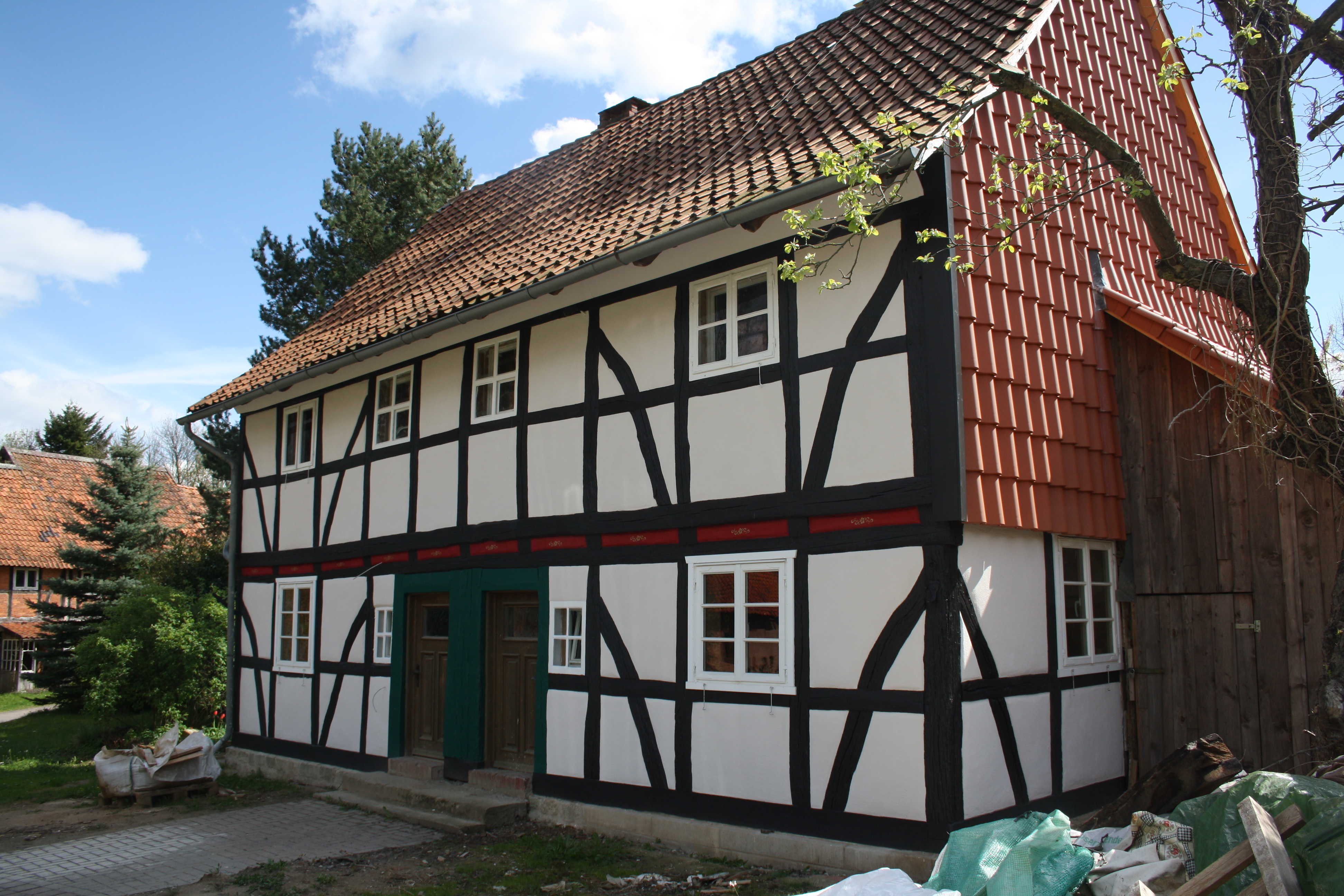
Fachwerkhaus am Platz
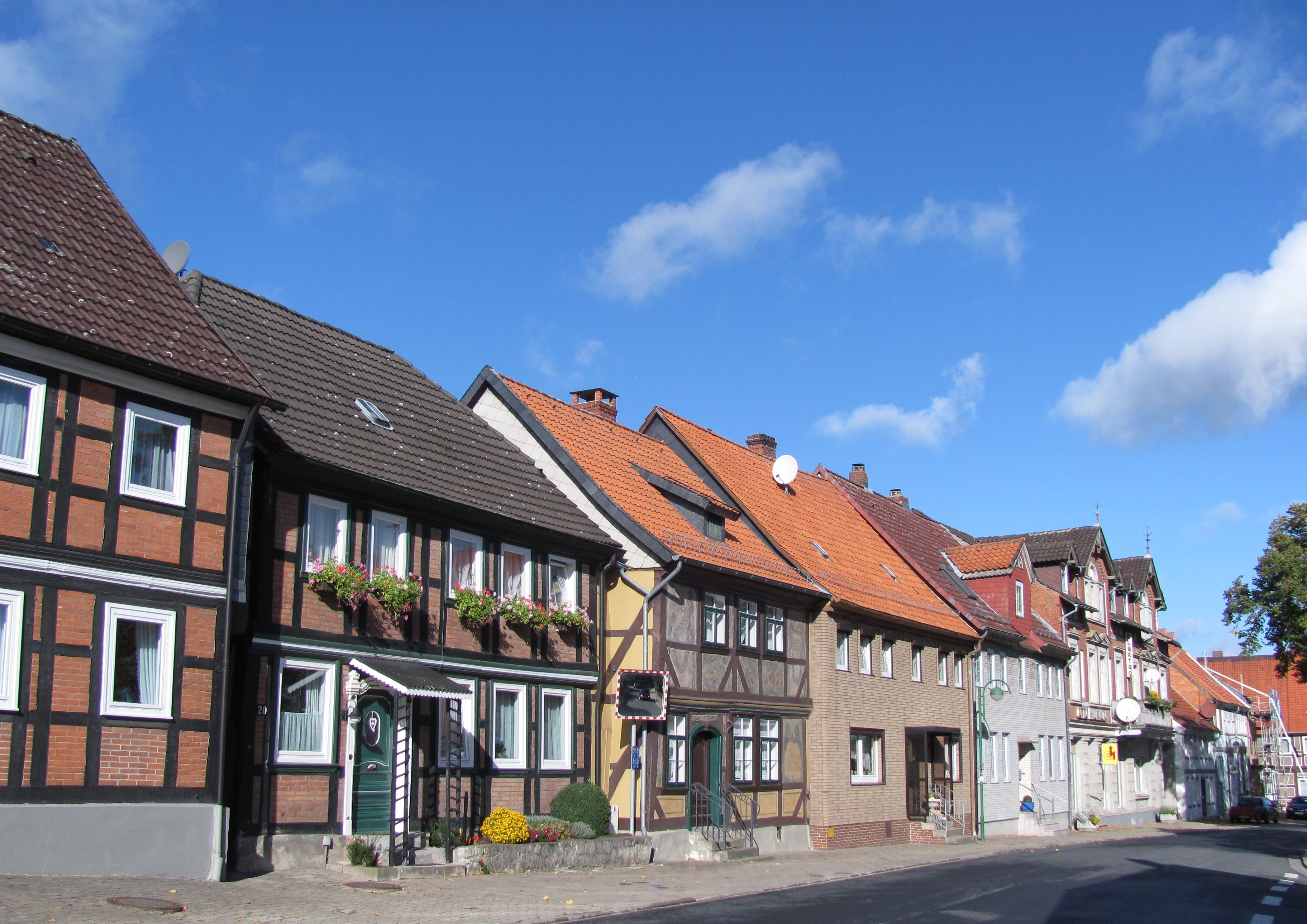
Häuserzeile in der Poststraße

## Persönlichkeiten
Söhne und Töchter des Ortes
- Karl Guden (1833–1912), Generalsuperintendent in Göttingen, geboren in Wrisbergholzen
- Ingo Herzke (* 1966), Literaturübersetzer, aufgewachsen in Wrisbergholzen